# Europa (Earth's Cry Heaven's Smile)
Europa (Earth's Cry Heaven's Smile) è un brano strumentale tratto dall'album Amigos dei Santana, pubblicato nel 1976. È arrivata in sesta posizione in Svizzera ed è una delle canzoni più famose della latin rock band.

## Origine
Vedendo una sua amica che stava soffrendo una brutta esperienza a causa della droga e dell'alcol, Santana compose una canzone intitolata The Mushroom Lady's Coming to Town. Questa composizione conteneva la prima idea del brano Europa. Il brano però fu messo da parte e non più riconsiderato per diverso tempo.
Carlos Santana riprese poi il brano durante il tour con gli Earth, Wind & Fire a Manchester, nel Regno Unito, insieme a Tom Coster, che lo aiutò nel suo completamento, attribuendogli anche il titolo definitivo Europa (Earth's Cry Heaven's Smile).

## Cover
Una cover fu eseguita dal sassofonista Gato Barbieri che la inserì nel suo album del 1976 Caliente!.
Nel 2006, il sassofonista Jimmy Sommers ha realizzato una cover per il suo album Time Stands Still.
Nel 2009 il chitarrista di jazz contemporaneo Nils ha pubblicato una cover nel suo album Up Close & Personal.